# Andreuzza
Andreuzza è una frazione del comune di Sant'Angelo Romano, della Città metropolitana di Roma Capitale.

## Dati principali
Si trova ad un'altitudine di circa 130 metri sul livello del mare, a 5,79 chilometri dal comune di Sant'Angelo Romano cui essa appartiene.
La frazione è ubicata nei pressi della via Palombarese (S.P. 23/a), fra il km 23,850 e Via Principe Ludovico Potenziani, al confine con il Comune di Guidonia Montecelio (località Pichini).
È costituita da attività industriali, commerciali ed artigianali oltre che da una zona residenziale con numerose villette.